# Гыйба
Гы́йба (перс. غیبت‎ от араб. غِيبَةٌ‎ «хула, поклёп») — заочное осуждение, сплетни в адрес какого-либо человека, стремление разузнать личные тайны человека для предания их гласности. Гыйбат — «говорить о человеке в его отсутствие дурные и обидные вещи, осуждать за глаза, охаивать». Это слово одного корня со словом гайб — «неизведанное, скрытое». В Коране и хадисах пророка Мухаммада понятие гыйбат часто сравнивается с поеданием мяса мёртвого человека.

О те, которые уверовали! Избегайте многих предположений, ибо некоторые предположения являются грехом. Не следите друг за другом и не злословьте за спиной друг друга. Разве понравится кому-либо из вас есть мясо своего покойного брата, если вы чувствуете к этому отвращение? Бойтесь Аллаха! Воистину, Аллах – Принимающий покаяния, Милосердный.

Оригинальный текст (ар.)يَا أَيُّهَا الَّذِينَ آمَنُوا اجْتَنِبُوا كَثِيرًا مِّنَ الظَّنِّ إِنَّ بَعْضَ الظَّنِّ إِثْمٌ وَلَا تَجَسَّسُوا وَلَا يَغْتَب بَّعْضُكُم بَعْضًا أَيُحِبُّ أَحَدُكُمْ أَن يَأْكُلَ لَحْمَ أَخِيهِ مَيْتًا فَكَرِهْتُمُوهُ وَاتَّقُوا اللَّهَ إِنَّ اللَّهَ تَوَّابٌ رَّحِيمٌ—  49:12 (Кулиев)
Гыйбатом также считаются любые разговоры об отсутствующем человеке, которые ему бы не понравились, даже если это правда.
Исламская религия запрещает эти деяния и рассматривает их одними из самых богопротивных. Гыйбат является одним из самых больших грехов в исламе.
Гыйбат разрешается только в нижеследующих случаях:
1. При свидетельствовании на суде;
2. В случае, если человек страдает от несправедливости какого-нибудь деспота;
3. Если осуждается человек, который совершенно открыто, не стесняясь общества, совершает греховные деяния[3].